# UFC Fight Night: Thompson vs. Till
UFC Fight Night: Thompson vs. Till (også kendt som UFC Fight Night 115 eller UFC Liverpool) var et MMA-stævne, produceret af Ultimate Fighting Championship, der blev afholdt den 27. maj 2018 i Echo Arena Liverpool i Liverpool i England.

## Baggrund
Stævnet skulle oprindeligt have fundet sted i Dublin i Irland. Men til pressemødet for UFC Fight Night: Werdum vs. Volkov, indikerede organisationen at stævnet ville blive afholdt i Liverpool. Selvom UFC har arrangeret mange stævner spredt ud over England, var dette det første, der fandt sted i Liverpool.
En weltervægtkamp mellem tidligere UFC-Weltervægt-titeludfordrer, amerikanske Stephen Thompson og engelske Darren Till var stævnets hovedattraktion.
En weltervægtkamp mellem Neil Magny og Gunnar Nelson skulle have fundet sted ved stævnet. Men den 28. april, blev det bekræftet at Nelson havde meldt afbud på grund af en knæskade. Den 15. maj offentliggjorde organisationen nykommeren Craig White som Magnys nye modstander.
Ved indvejningen, klarede hverken Darren Till eller Molly McCann vægtkravet for deres respektive kampe. Till vejede ind på 174.5 pund, 3.5 pund over weltervægt-ikke-titelkamp-vægtgrænsen på 171. Efter at have forhandlet med Stephen Thompsons team, blev kampen til en catchweight med den betingelse at Till ikke måtte veje ind på mere end 188 pund på selve kampdagen. Till gav ligeledes 30% af sin løn til Thompson. McCann vejede ind på 127 pund, 1 pund over fjervægts-ikke-titelkamp-vægtgrænsen på 126. Hun fik en bøde på 20% af sin løn, hvilket gik til hendes modstander, Gillian Robertson.
Danske Mads Burnell kæmpede sin tredje UFC-kamp i karrieren og mødte ved stævnet engelske Arnold Allen. Burnell tabte på Submission (front choke) efter 2 minutter og 41 sekunder i 3. omgang, efter at have domineret de første 2 omgange. Allen fik Performance of the Night-prisen for sin indsats.

## Bonus awards
De følgende kæmpere blev belønnet med $50,000 bonuser:
- Fight of the Night: Ingen
- Performance of the Night: Arnold Allen, Cláudio Silva, Darren Stewart, og Tom Breese

## International tv-transmittering
| Land    | Tv-kanal         |
| ------- | ---------------- |
| Denmark | Viaplay Fighting |
| Norway  | Viaplay Fighting |
| Sweden  | Viaplay Fighting |